# Pierre Chappuis (Physiker)

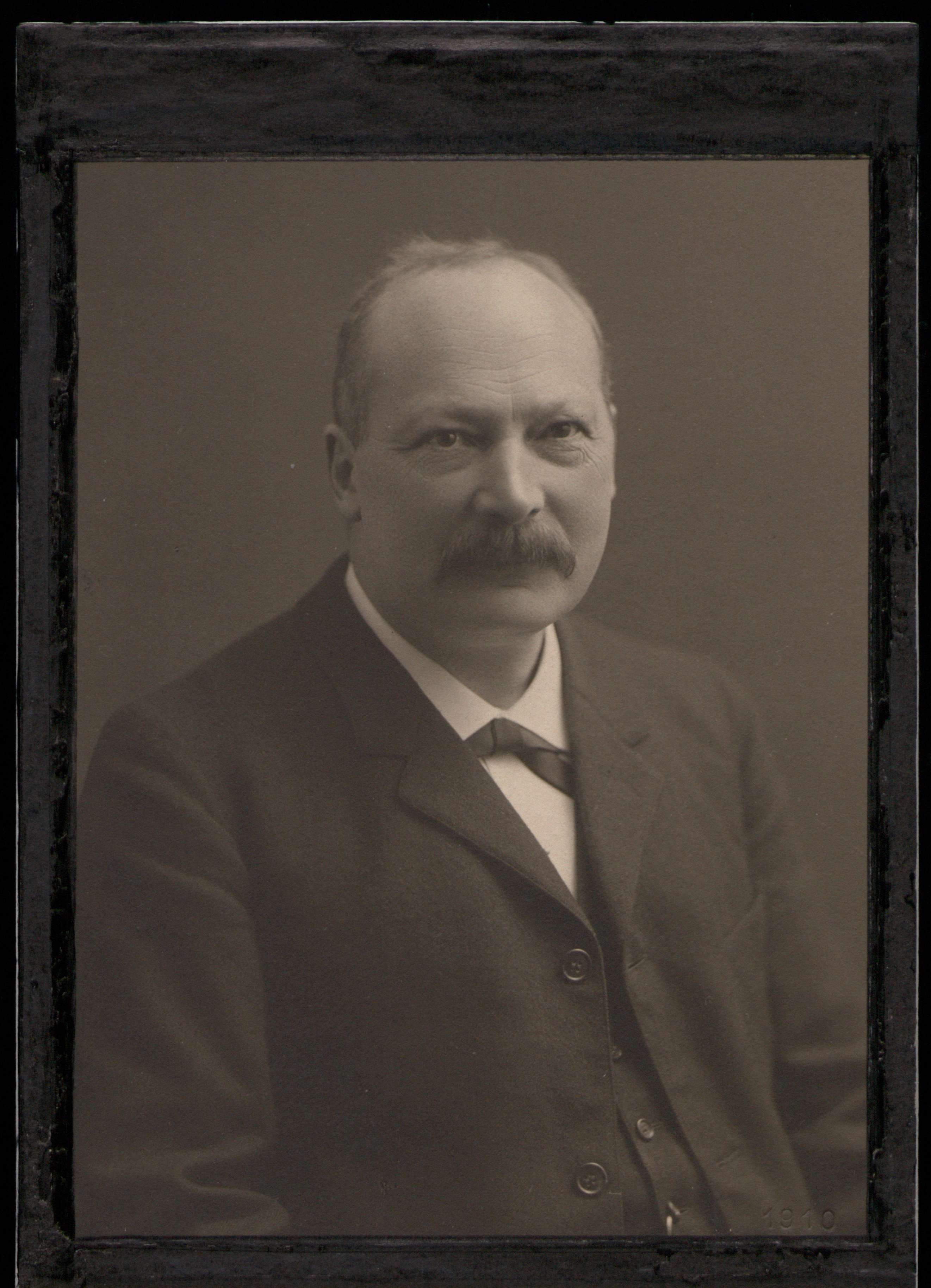
Pierre Chappuis (etwa 1910)

Pierre Eugene Chappuis (* 9. Oktober 1855 in Bremblens; † 15. Februar 1916 in Basel) war ein Schweizer Physiker.

## Leben und Werk

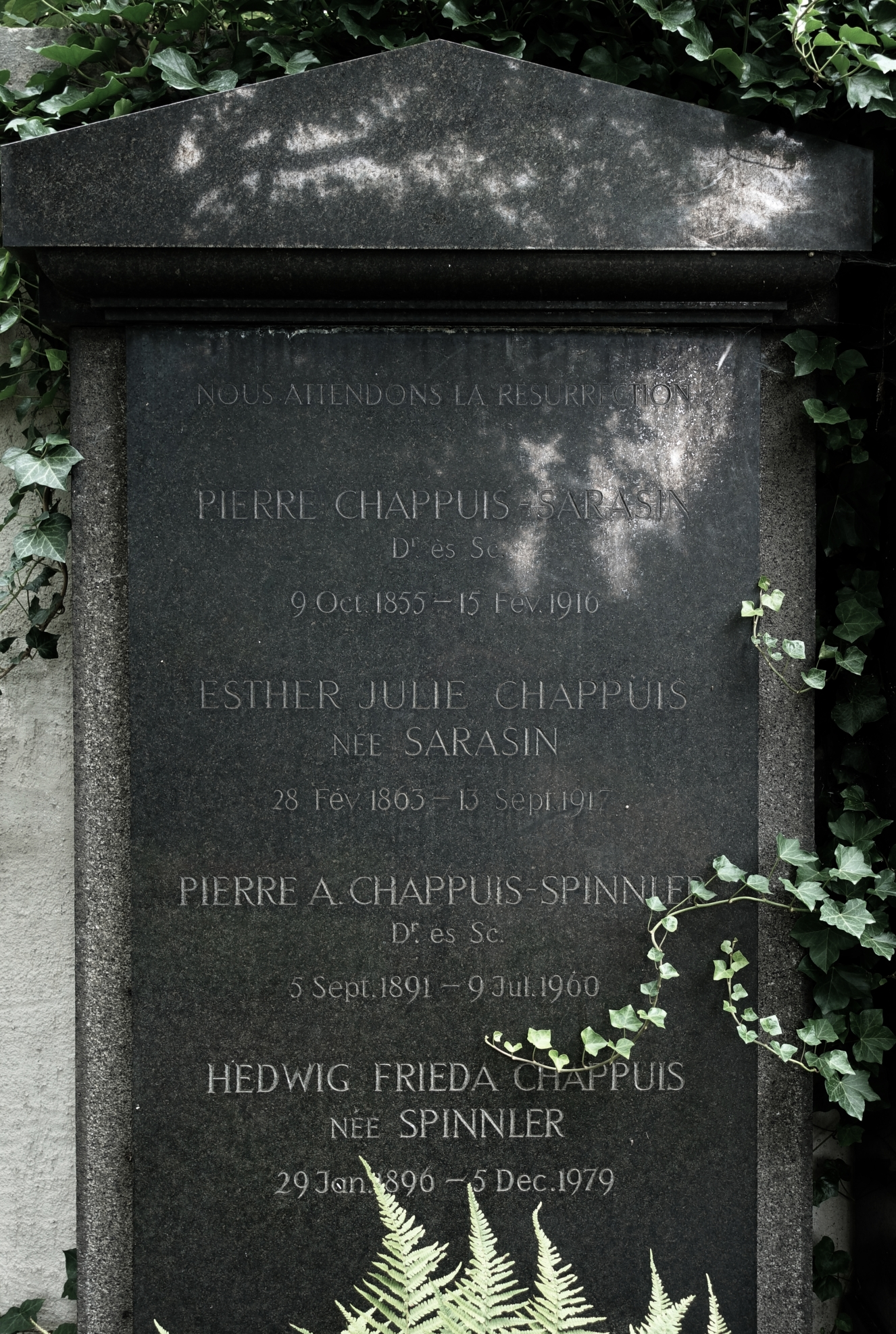
Grab auf dem Wolfgottesacker, Basel.

Pierre Chappius Eltern waren der Philosoph und Bauer Jean Louis Chappius und Louise Charlotte Henriette, geborene Roux.
Er studierte zunächst in Basel und ab 1877 in Leipzig, wo er 1879 mit der Arbeit Sur la condensation des gaz à la surface du verre (Ueber die Verdichtung der Gase auf Glasoberflächen) zum Dr. phil. promovierte. 1880 war er am Basler Institut für Physik tätig. Von 1882 bis 1902 war er Attaché am Bureau International des Poids et Mesures in Sèvres bei Paris.
1889 heiratete Chappius Esther Julie Sarasin (1863–1917), die Tochter des Bandfabrikanten und Politikers Rudolf Sarasin (1831–1905). Zusammen hatten sie sieben Kinder. Ein Sohn war Pierre-Alfred Chappuis und der Unternehmer und langjähriger Honorarkonsul in Belgien François Chappuis (1893–1965). Sein Schwager war Rudolf Daniel Oeri.
Ab 1902 forschte er im eigenen Labor in Basel. Von 1904 bis 1906 war er Präsident der nationalen Forschungsgesellschaft zu Basel. Als Mitarbeiter beim Eidg. Amt für Mass und Gewicht erarbeitete er u. a. die Grundlagen für die internationalen Verträge zum metrischen Masssystem. Ab 1910 war er Vizepräsident der Eidgenössischen Kommission für das Messen in Bern.
Pierre Chappuis fand seine letzte Ruhestätte auf dem Friedhof Wolfgottesacker in Basel.